# Gastrosporiaceae
Gastrosporiaceae is een botanische naam, voor een familie van schimmels. Volgens de Index Fungorum [9 maart 2009] bestaat de familie uit de volgende twee geslachten: Gastrosporium en Leucorhizon.